# Entomodestes
Entomodestes és un gènere d'aus de la família dels túrdids (Turdidae). Aquests ocells habiten en Amèrica del Sud, al bosc humit dels vessants dels Andes.

## Llistat d'espècies
Segons la classificació del IOC (versió 15.1, 2025) hom distingeix dues espècies:
- Entomodestes coracinus - solitari negre.
- Entomodestes leucotis - solitari d'orelles blanques.